# 奇夸瓦县
16°10′S 34°45′E / 16.167°S 34.750°E
奇夸瓦县（Chikwawa District）是馬拉維南部的一個縣，屬於南部區的一部分，該縣北臨姆萬扎縣，東北面是布蘭太爾縣，東接乔洛县，東南面是恩桑傑縣，南面和西面是莫桑比克，面積4,755平方公里，人口356,682。